# اچ‌ام‌اس کوئین مری
اچ‌ام‌اس کوئین مری (به انگلیسی: HMS Queen Mary) یک کشتی بود که طول آن ۷۰۳ فوت ۶ اینچ (۲۱۴٫۴ متر) بود. این کشتی در سال ۱۹۱۲ ساخته شد.